# Kent (цигарки)
Kent — американська марка сигарет, яка наразі належить і виробляється компанією RJ Reynolds Tobacco у США та British American Tobacco в інших країнах. Названа на честь Герберта Кента, колишнього керівника тютюнової компанії Lorillard Tobacco.

## Історія

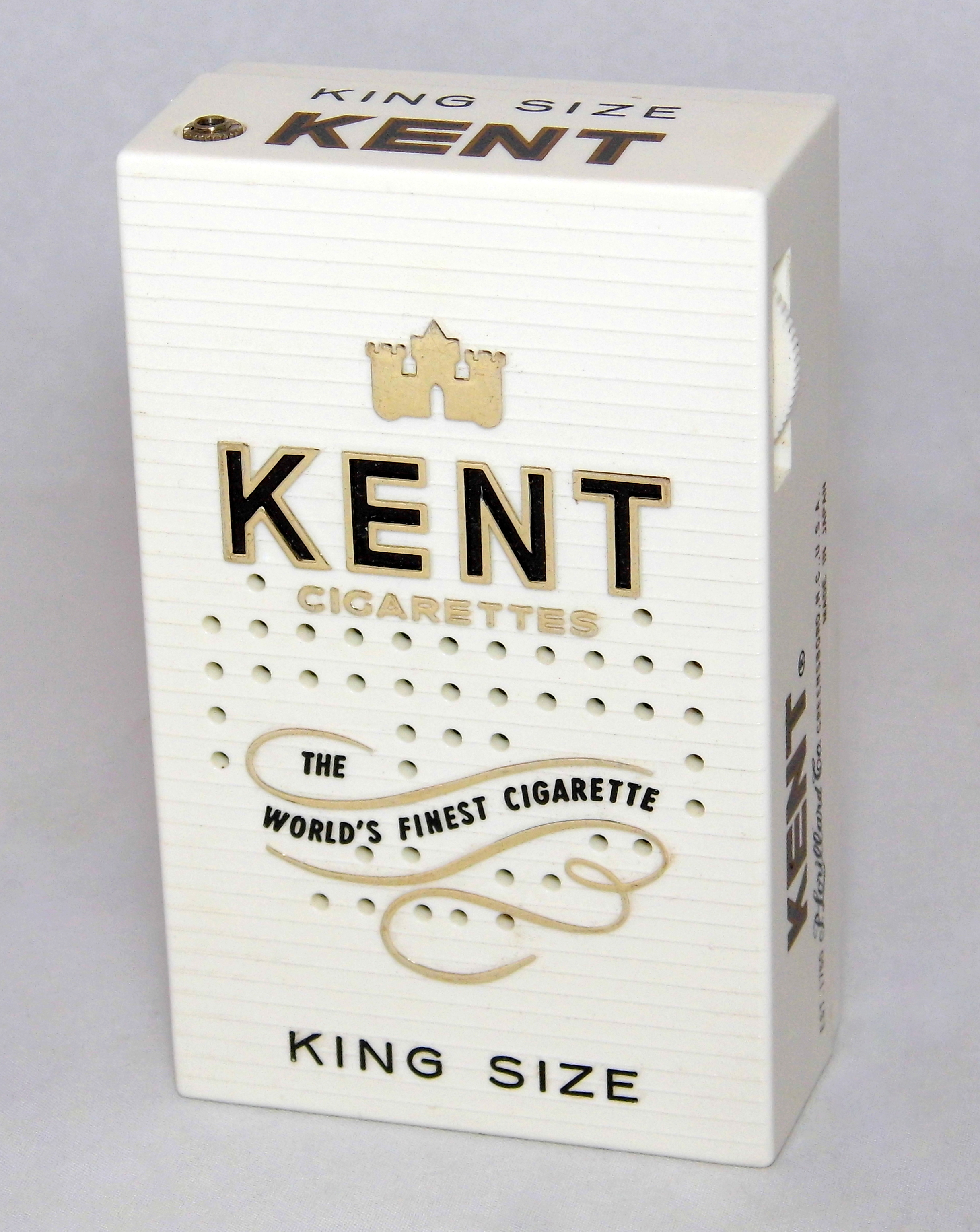
Вінтажний радіоприймач у формі пачки сигарет Kent, виготовлений в 1962—1965 роках

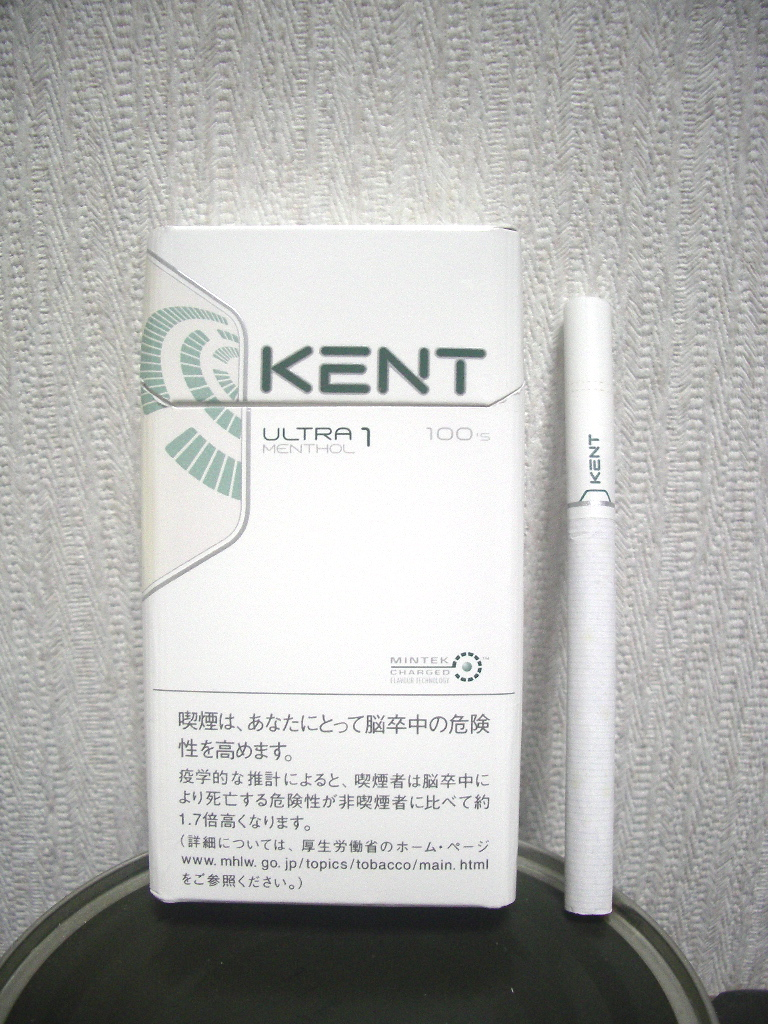
Пачка цигарок Kent Ultra з Японії (2010)

Марка Kent була представлена американською компанією Lorillard Tobacco у 1952 році. Приблизно в той же час журнал Reader's Digest опублікував серію статей під назвою «Рак у пачці», під враженням від якої американські споживачі почали частіше надавати перевагу сигаретам з фільтром, що у той час були слабко представлені на ринку. Хоча перші сигарети з фільтром під назвою Viceroy від компанії Brown & Williamson з'явились ще у 1936 році, багато хто вважає, що Kent стала першою маркою сигарет з фільтрами, що здобула популярність.
Lorillard широко рекламували свій так званий «мікронітовий фільтр» (англ. micronite filter) в сигаретах Kent і обіцяли споживачам «найкращий захист здоров'я в історії». Продажі Kent стрімко зросли, було підраховано, що за перші чотири роки марки на ринку Lorillard продала близько 13 мільярдів сигарет Kent.
Як стало згодом відомо, з березня 1952 року і принаймні до травня 1956 року «мікронітовий фільтр» у сигаретах Kent містив спресований блакитний азбест (крокідоліт) у гофрованому папері, який є найбільш канцерогенним типом азбесту, через що оригінальні сигарети Kent називають одними з найнебезпечніших цигарок, що коли-небудь вироблялись. Існують підозри, що багато випадків виникнення злоякісних пухлин мезотеліом були спричинені саме курінням оригінальних сигарет Kent. Впродовж багатьох років через це з'являлись різні судові процеси. У середині 1956 року компанія Lorillard, не афішуючи це, змінила матеріал фільтра з азбесту на більш поширену ацетилцелюлозу. Продажі Kent і далі зростали до кінця 1960-х років, потім почався тривалий стійкий спад, викликаний появою нових брендів сигарет з фільтром, які обіцяли ще менший вміст смол (і заохочували курців «безпечнішим» димом).
У липні 2014 року Reynolds American оголосила про купівлю Lorillard Tobacco Company в рамках угоди вартістю 27 мільярдів доларів. З 12 червня 2015 року бренд Kent офіційно став власністю RJ Reynolds Tobacco.
Нині сигарети марки Kent, виготовлені за межами США, належать тютюновій корпорації British American Tobacco. З часом Kent став одним з їхніх найпопулярніших брендів разом із Dunhill, Lucky Strike, Pall Mall і Rothmans.

## Ринки
Сигарети під маркою Kent продаються або продавались в таких країнах: Йорданія, Бельгія, Бразилія, Ірландська Республіка, Велика Британія, Норвегія, Швеція, Фінляндія, Естонія, Люксембург, Нідерланди, Греція, Швейцарія, Австрія, Іспанія, Італія, Польща, Румунія, Молдова, Чехія, Хорватія, Ірак, Албанія, Латвія, Литва, Білорусь, Україна, Росія, Азербайджан, Грузія, Казахстан, Узбекистан, Єгипет, Південна Африка, Сирія, Іран, США, Косово, Мексика, Сальвадор, Чилі, Туреччина, Перу, Бразилія, Парагвай, Аргентина, В'єтнам, Австралія, Сінгапур, Монголія, Китай, Саудівська Аравія, Гонконг, Ліван, Японія та Південна Корея.